# Caradrina wullschlegeli
Caradrina wullschlegeli är en fjärilsart som beskrevs av Rudolf Püngeler, 1903. Caradrina wullschlegeli ingår i släktet Caradrina och familjen nattflyn, Noctuidae. Fyra underarter finns listade i Catalogue of Life, Caradrina wullschlegeli callei Yela, 1987, Caradrina wullschlegeli hispanica Mabille, 1906, Caradrina wullschlegeli schwingenschussi Boursin, 1936 och Caradrina wullschlegeli scythica Hacker, 2004.